# Rabštejnská Lhota
Rabštejnská Lhota település Csehországban, a Chrudimi járásban. Rabštejnská Lhota Mladoňovice, Stolany, Chrudim, Sobětuchy, Slatiňany, Liboměřice és Licibořice településekkel határos. Lakosainak száma 879 fő (2024. január 1.).

## Népesség
A település lakosságának változását az alábbi diagram mutatja:
| Lakosok száma | 434  | 513  | 561  | 551  | 504  | 595  | 771  | 800  | 838  | 879  |
|               | 1869 | 1890 | 1921 | 1950 | 1980 | 2001 | 2017 | 2019 | 2022 | 2024 |